# Dugmad za orukvice
Dugmad za orukvice (engl. cufflink, njem. Manschettenknopf) je ukras u obliku kopče, koji se koristi kako bi se učvrstile orukvice (manšete) rukava na košulji ili bluzi.
Prve inačice javile su se u ranom 16. stoljeću i imale su oblik vezice ili trake. Bile su popularne sve do 19. stoljeća. Prava dugmad za orukvice pojavila se u doba Luja XIV. u obliku staklene dugmadi povezane kratkim lančićem. Oko 1715. pojavile su se i složenije, skupocjenije inačice, obično urešene emajlom ili dragim kamenjem, a spojene zlatnim lančićem. Dugmad za orukvice se danas nosi na posebnim košuljama, koje su ranije bile uobičajene, bez dugmadi, s prorezom na obje strane rukava.